# ピューリッツァー賞 特集写真部門
ピューリッツァー賞 特集写真部門（ピューリッツァーしょう とくしゅうしゃしんぶもん）は、ピューリッツァー賞の部門の一つである。

## 受賞リスト
これ以前はピューリッツァー賞 写真部門を参照
- 1968年：酒井淑夫(UPI通信社)、ベトナム戦争に関する写真に対して。
- 1969年：モネタ・スリート・Jr（エボニー・マガジン）、マーティン・ルーサー・キングの葬儀に出席する未亡人と子供達の写真に対して。
- 1970年：ダラス・キニー（パーム・ビーチ・ポスト）、フロリダの出稼ぎ労働者に関する一連の作品に対して。
- 1971年：ジャック・ダイキンガ（シカゴ・サンタイムズ）、イリノイ州にある知的障害者のための学校に関する写真に対して。
- 1972年：デイヴィッド・ヒューム・ケナリー（UPI通信社）、1971年のベトナム戦争に関する写真に対して。
- 1973年：ブライアン・ランカー（トピーカ・キャピタル・ジャーナル）、"Moment of Life"と題する出産に関するシリーズに対して。
- 1974年：スラヴァ・ヴェダー（AP通信）、北ベトナムに囚われていたアメリカ人軍人の帰還に関する写真（Burst of Joy（英語版））に対して。
- 1975年：マシュー・ルイス（ワシントン・ポスト）、彼のカラー、モノクロの写真に対して。
- 1976年：ルイビル・クーリエ・ジャーナルのカメラマン達、ルイビルの学校における強制バス通学の写真に対して。
- 1977年：ロビン・フッド（チャタヌーガ・ニュース・フリー・プレス）、軍隊記念日パレードにおける体の不自由な退役軍人と彼の子供の写真に対して。
- 1978年：J・ロス・ボーマン（AP通信）、ローデシア地方のゲリラに関する3枚の写真に対して。
- 1979年：ボストン・ヘラルドの写真家たち、1978年のブリザードの写真に対して。
- 1980年：アーウィン・H・ハグラー（ダラス・タイムズ・ヘラルド）、西部のカウボーイ達のシリーズに対して。
- 1981年：タロウ・M・ヤマサキ（デトロイト・フリー・プレス）、ミシガン州ジャクソン州立刑務所の写真に対して。
- 1982年：ジョン・H・ホワイト（シカゴ・サンタイムズ）、様々なテーマで連続した素晴らしい作品を残したため。
- 1983年：ジェームズ・B・ディックマン（ダラス・タイムズ・ヘラルド）、エルサルバドルの生と死を描いた写真に対して。
- 1984年：アンソニー・スオウ（デンバー・ポスト）、エチオピアの飢餓のシリーズと、戦没将兵追悼記念日に亡き夫の墓を訪れる婦人の写真に対して。
- 1985年：スタン・グロスフェルド（ボストン・グローブ）、エチオピアの飢餓と、アメリカ-メキシコ国境の不法滞在者の写真に対して。
- 1986年：トム・グラリッシュ（フィラデルフィア・エンクワイラー）、フィラデルフィアのホームレスに関する写真に対して。
- 1987年：デヴィッド・C・ピーターソン(デモイン・レジスター)、アメリカ人農夫の砕かれた夢を描いた写真に対して。
- 1988年：Michel duCille（マイアミ・ヘラルド）、マイアミの公営団地に住む麻薬中毒患者たち。
- 1989年：マニー・クリソストモ（デトロイト・フリー・プレス）、デトロイトのサウスウエスタン高校に通う生徒達のシリーズに対して。

### 1990年代
| 年   | 受賞者                             | 所属                         | 内容 |
| ---- | ---------------------------------- | ---------------------------- | --- |
| 1990 | デヴィッド・C・ターンレイ          | デトロイト・フリー・プレス   | 中国と東欧の政治的な暴動の写真に対して。                                                                           |
| 1991 | ウィリアム・シンダー               | ダラス・モーニングニュース   | 非常に厳しい状態で暮らすルーマニアの孤児・病気を患った子供たちのシリーズに対して。                                 |
| 1992 | ジョン・カプラン                   | ブロック・ニュースペーパー   | 21歳になる7人のアメリカ人の、それぞれのライフスタイルを追ったシリーズに対して。                                    |
| 1993 | スタッフ                           | AP通信                       | 1992年の大統領選キャンペーンに関する写真に対して。                                                                 |
| 1994 | ケビン・カーター                   | ニューヨーク・タイムズに掲載 | 食料センターに向かう途中に飢えのためくずおれたスーダンの少女の写真に対して。                                       |
| 1995 | スタッフ                           | AP通信                       | ルワンダにおける恐怖と荒廃のシリーズに対して。                                                                     |
| 1996 | ステファニー・ウォルシュ           | フリーランス                 | ケニアにおける女子割礼儀式に関するショッキングな一連の写真に対して。                                               |
| 1997 | アレクサンダー・ゼムリアニチェンコ | AP通信                       | 大統領再選のためのキャンペン中、ロック・コンサートで踊るボリス・エリツィンの写真に対して。                         |
| 1998 | クラレンス・ウィリアムズ           | ロサンゼルス・タイムズ       | アルコール依存症または麻薬中毒の両親を持つ幼い子供達の苦境を映し出したドキュメンタリーに対して。                   |
| 1999 | スタッフ                           | AP通信                       | クリントン大統領とモニカ・ルインスキーの不倫騒動から起こった出来事と、その後の弾劾公聴会に関するシリーズに対して。 |

### 2000年代
| 年   | 受賞者                                                               | 所属                         | 内容                                                                                           |
| ---- | -------------------------------------------------------------------- | ---------------------------- | ---------------------------------------------------------------------------------------------- |
| 2000 | キャロル・グージー、マイケル・ウィリアムソン、ルシアン・パーキンソン | ワシントン・ポスト           | コソボ難民の苦境を綴った写真に対して。                                                         |
| 2001 | マット・レイニー                                                     | スター・レッジャー           | シートンホール大学の寮で起こった火事で重傷を負った2人の生徒の回復を追ったシリーズに対して。    |
| 2002 | スタッフ                                                             | ニューヨーク・タイムズ       | アフガニスタンとパキスタンにおいて、長引く抗争に耐える人々。                                   |
| 2003 | ドン・バートレッティ                                                 | ロサンゼルス・タイムズ       | アメリカ合衆国に向かう中央アメリカの青年達の危険な旅を追った6部からなるシリーズに対して。      |
| 2004 | カロリン・コール                                                     | ロサンゼルス・タイムズ       | リベリアの内戦において、抗争に巻き込まれた罪のない市民に関する写真に対して。                   |
| 2005 | ディオンヌ・フィッツモーリス                                         | サンフランシスコ・クロニクル | 爆発により瀕死の重傷を負ったイラク人少年を治療するオクラホマ州の病院に関するシリーズに対して。 |
| 2006 | トッド・ハイスラー                                                   | ロッキーマウンテン・ニュース | イラク戦争で戦死したアメリカ合衆国海兵隊軍人の葬儀の舞台裏を追った写真に対して。               |
| 2007 | ルネ・C・バイヤー                                                    | サクラメント・ビー           | 小児ガンに侵された男児と共に戦った未婚の母親を追った写真に対して。                             |
| 2008 | プレストン・ガナウェイ                                               | コンコード・モニター         | 親の終末期の病と闘う家族の詳細な記録に対して。                                                 |
| 2009 | デイモン・ウィンター                                                 | ニューヨーク・タイムズ       | バラク・オバマ大統領の大統領選挙戦の多面的な様相を器用に記録した印象的な一連の写真に対して。   |

### 2010年代
| 年   | 受賞者                   | 所属                   | 内容 |
| ---- | ------------------------ | ---------------------- | --- |
| 2010 | クレイグ・F・ウォーカー  | デンバー・ポスト       | イラク反政府運動での暴徒の広がりの中で政府軍に志願し、痛切にその意味や人間の勇気を見いだそうとするティーンエイジャーの私的な描写に対して。 |
| 2011 | バーバラ・デイビッドソン | ロサンゼルス・タイムズ | ギャング同士の市街の銃撃戦で巻き添えで犠牲になった一般の犠牲者の詳細なストーリーに対して。                                                 |
| 2012 | クレイグ・F・ウォーカー  | デンバー・ポスト       | 立派に除隊しイラクから帰国した退役兵が厳しいPTSDで苦闘する画像で見る者に国家的問題の存在を示唆する熱意のある記録に対して。                 |
| 2013 | Javier Manzano           | フランス通信社に掲載   | シリア内戦の兵士の芸術的な写真 |
| 2014 | Josh Haner               | ニューヨーク・タイムズ | ボストンマラソン爆弾テロ事件で両足を失った被害者                                                                                           |
| 2015 | Daniel Berehulak         | ニューヨーク・タイムズ | 西アフリカのエボラ出血熱 |